# 우시나라족
우시나라족(Uśīnara)은 철기 시대에 존재가 입증된, 남아시아 북서부의 고대 인도아리아인 부족이었다.

## 위치
우시나라족은 마디아데샤의 최북단에 살았으며, 우시나라기리("우시나라산")는 카나칼라 근처에 위치해 있었다.

## 역사
우시나라족은 인접한 케카야족 및 마드라족과 마찬가지로 중앙 펀자브 지역의 파루쉬니 강 근처에 살았던 리그베다 부족인 아누족에서 유래했다.
우시나라 왕비 우시나라니는 리그베다에 언급되어 있다.

## 신화에서
우시나라족은 서사시 힌두 문학, 특히 라마야나와 마하바라타에 등장한다.

## 더 읽어보기
- Raychaudhuri, Hemchandra (1953). 《Political History of Ancient India: From the Accession of Parikshit to the Extinction of Gupta Dynasty》. 캘커타 대학교.